# Цицикарское викариатство
Цицика́рское викариа́тство — каноническое, структурное и территориально-административное подразделение Китайской православной церкви, действовавшее в рамках Харбинской епархии.

## История
В 1938 года архиепископ Харбинский Мелетий (Заборовский) обратился к Архиерейскому Синоду РПЦЗ с просьбой об открытии в составе Харбинской епархии Цицикарского викариатства и о назначением на это викариатство епископа Синцзянского Ювеналия (Килина), викария Пекинской епархии. В мае 1940 года митрополит Мелетий получил письмо от архиепископа Пекинского Виктора (Святина) о согласии на перевод епископа Ювеналия в Харбинскую епархию, после чего подал в Архиерейский синод представление от 3 июня того же года с повторной просьбой о переводе епископа Ювеналия на новосозданное Цицикарское викариатство с назначением его настоятелем Казанского Богородицкого монастыря в Харбине. Это представление было 10 июля того же года решением Архиерейского синода. Викариатство имело титулярный характер: никаких канонических территорий за викарием закреплено не было, а сам он проживал в Харбине.
В 1941 году из-за начала Второй мировой войны связь православной Церкви в Китае с Архиерейским синодом РПЦЗ была прервана. В 1945 году викторианство вместе со всей Харбинской епархией перешло в Московский Патриархат.
2 октября 1950 года епископ Никандр (Викторов) был назначен на Харбинскую кафедру, после чего более епископы Цицикарские не назначались.

## Епископы
- 10 июля 1940 — 15 июня 1946 — Ювеналий (Килин)
- 22 сентября 1946 — 2 октября 1950 — Никандр (Викторов)